# Гармендиа, Бэзил де
Бэзил Сполдинг де Гармендиа (англ. Basil Spalding de Garmendia; 28 февраля 1860, Балтимор — 9 ноября 1932, Сен-Рафаэль) — американский теннисист, серебряный призёр летних Олимпийских игр 1900.
На Играх 1900 в Париже Гармендиа соревновался в двух турнирах — одиночном и парном. В первом состязании он дошёл до четвертьфинала, в котором проиграл будущему чемпиону британцу Лоуренсу Дохерти. Во втором он, играя в паре с французом Максом Декюжи, дошёл до финала, в котором проиграл, выиграв серебряные награды.